# Italia in miniatura
Italia in miniatura è un parco in miniatura situato nel comune di Rimini, nel quartiere di Viserbella. Fondato nel 1970 da Ivo Rambaldi, dal 2020 è di proprietà della Costa Edutainment (che possiede inoltre l'Aquafan e l'Oltremare di Riccione).
L'area centrale del parco ospita oltre 270 riproduzioni in scala di monumenti, chiese, palazzi e piazze italiane ed è immersa in un paesaggio naturale in scala costituito da cinquemila veri alberi in miniatura.
Attorno al nucleo sono presenti numerose attrazioni meccaniche e tematiche. La superficie complessiva del parco è di 85000 m².
Il parco, che dalla sua inaugurazione fino a tutto il 2019 è stato di proprietà della famiglia Rambaldi, totalizza 500 000 ingressi annui. La stagione di apertura al pubblico va dal mese di marzo all'inizio di novembre.
Italia in miniatura è membro dell'International Association of Miniature Parks (IAMP), l'associazione internazionale che riunisce i parchi in miniatura di tutto il mondo.

## Storia e sviluppo
Italia in miniatura fu fondata nel 1970 da Ivo Rambaldi, imprenditore nel settore dei termosanitari, ispirato dalla visita di un parco in miniatura compiuta all'estero. Parchi in miniatura erano stati aperti sin dal primo Novecento, e dagli anni 1930 si erano affermati in Europa come attrazioni turistiche. Tra i primi esempi Bekonscot in Inghilterra e Madurodam nei Paesi Bassi vicino all'Aia.
Il primo monumento a vedere la luce fu la basilica di Sant'Apollinare in Classe di Ravenna, in omaggio alla città di nascita di Rambaldi. I lavori iniziarono alla fine del 1967 e dopo tre anni di lavoro e una spesa di 300 milioni di lire, il 4 luglio 1970 "Italia in miniatura" apriva al pubblico, esponendo le prime 50 miniature collocate su una superficie complessiva di 20000 m².
Il successo del parco e il numero crescente dei visitatori rese necessario un ampliamento, dapprima allo scopo di aumentare la superficie visitabile e introdurre nuove attrazioni, successivamente per estendere ulteriormente la tematizzazione del parco non solo alla geografia e all'architettura italiana, ma anche alle fiabe e agli stili di vita degli italiani.

## La mostra miniature
Italia in miniatura prende il nome dal nucleo originale del parco: una riproduzione della penisola italiana, sulla quale sono installate 253 miniature dei più noti monumenti, palazzi e chiese italiane, meticolosamente riprodotte in scala e rappresentanti tutte le regioni italiane. Le miniature sono circondate da un paesaggio di colline, fiumi, laghi, mari e ferrovie elettriche in scala funzionanti, fra oltre 5000 veri alberi in miniatura, che rispecchiano la distribuzione della flora italiana. A margine dell'Italia in miniatura esiste un'area più piccola dedicata all'Europa in miniatura, nella quale trovano posto venti monumenti in rappresentanza di tredici paesi europei.
Nel 2012, in occasione del centenario dalla morte di Giovanni Pascoli, è stata aggiunta la miniatura n. 273 del parco, rappresentante la casa natale del poeta romagnolo.

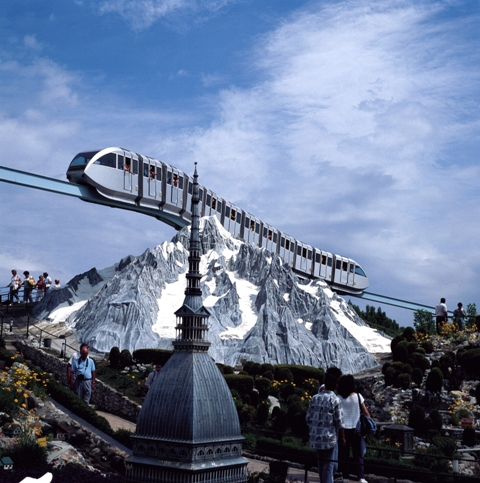
Miniatura della Mole Antonelliana e monorotaia

## Le attrazioni
Tra le attrazioni presenti nel parco si contano una torre panoramica (mongolfiere), una piccola valle preistorica, una monorotaia a trazione elettrica che percorre il perimetro del parco, una simulazione della discesa delle rapide di un fiume su canoe (fino al 2017, dal 2018 prende il nome di Vecchia segheria subendo un completo restyling), Pinocchio, la riproduzione di una parte della città di Venezia in scala 1:5, un'area realizzata per ospitare spettacoli ed eventi, un padiglione dedicato alla comprensione di scienza e tecnologia, lo sling shot chiuso nel 2016, la scuola guida interattiva, la riproduzione della rocca Malatestiana di Rimini in scala 1:3, un'area dedicata ai videogiochi ma rimossa nel 2017, un'area riservata ai pappagalli e You Mini un'attrazione che permette di ottenere riproduzioni in scala delle persone.
La mascotte del parco si chiama Emme e rappresenta un extraterrestre di color verde atterrato sulla Terra con la missione di studiare l'Italia e raccontarne le meraviglie. Emme è presente anche nelle strisce a fumetti The M-Files prodotte dal parco e disegnate da Alfredo Boschini e sulla comunicazione rivolta ai target più giovani.
| Attrazione           | Tipologia                | Stato     | Chiusura |
| -------------------- | ------------------------ | --------- | -------- |
| Torre Panoramica     | Torre Panoramica         | Operativa | -        |
| La Vecchia Segheria  | Log Flume                | Operativa | -        |
| Sling Shot           | Sling Shot               | Dismessa  | 2016     |
| Scuola Guida         | Scuola Guida Interattiva | Operativa | -        |
| Pinocchio            | Track Ride               | Operativa | -        |
| Area Videogiochi     | Area                     | Dismessa  | 2017     |
| Pappamondo           | Area Pappagalli          | Operativa | -        |
| Monorotaia           | Monorotaia               | Operativa | -        |
| Venezia              | Track Ride               | Operativa | -        |
| Cinemagia 7D         | Cinema 7D                | Operativa | -        |
| Castel Sismondo      | Playground Acquatico     | Operativa | -        |
| AreAvventura         | Playground               | Operativa | -        |
| Minitalia            | Minitalia                | Operativa | -        |
| Piazza Italia        | Area Interattiva         | Operativa | -        |
| Muro Parlante Italia | Muro Interattivo         | Operativa | -        |
| Muro Parlante Europa | Muro Interattivo         | Operativa | -        |
| Europa in Miniatura  | Miniature Europee        | Operativa | -        |
| Esperimenta          | Area Esperimenti         | Operativa | -        |
| Macchine Sonore      | Oggetti Interattivi      | Operativa | -        |

### Italia in miniatura e il cinema

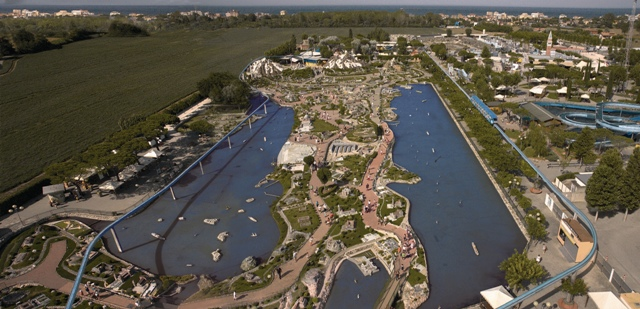
Il parco dall'alto

Rimini Rimini, film di Sergio Corbucci (1987) con Jerry Calà, Paolo Villaggio, Andrea Roncato, Gigi Sammarchi, Maurizio Micheli, Serena Grandi, Eleonora Brigliadori, Laura Antonelli.
Da zero a dieci, film di Luciano Ligabue (2002) con Pierfrancesco Favino ed Elisabetta Cavallotti.
Io & Marilyn, di Leonardo Pieraccioni (2009) con Leonardo Pieraccioni, Barbara Tabita, Massimo Ceccherini, Luca Laurenti, Francesco Guccini.
Italy: Love It, or Leave It, documentario di Gustav Hofer e Luca Ragazzi (2011)

### Italia in miniatura e la televisione
Sigle di trasmissioni e collegamenti con vari programmi Rai e Mediaset sono stati realizzati al parco: Ma che sera (sigla: Tanti auguri, di Raffaella Carrà, Rai Uno 1978), Su le mani, con Carlo Conti e Pupo (Rai 2, 1996), Melaverde (con Edoardo Raspelli e Gabriella Carlucci, puntata, Rete4, 2005), Occhio alla spesa (con Alessandro di Pietro, puntata, Rai 1, 2006), Quelli che il calcio (con Simona Ventura e Roberto Giacobbo, collegamento, Rai 2, 2007), Luce alle stelle (sigla di Rai2 notte, 2010), Lo show dei record (condotto da Gerry Scotti, puntata, Canale 5, 2011), Ciak, si canta! (Clip di Matilde Brandi, Rai Uno, 2011) e Il viaggio (documentario di Pippo Baudo, Rai Tre, 2012).

## Galleria d'immagini

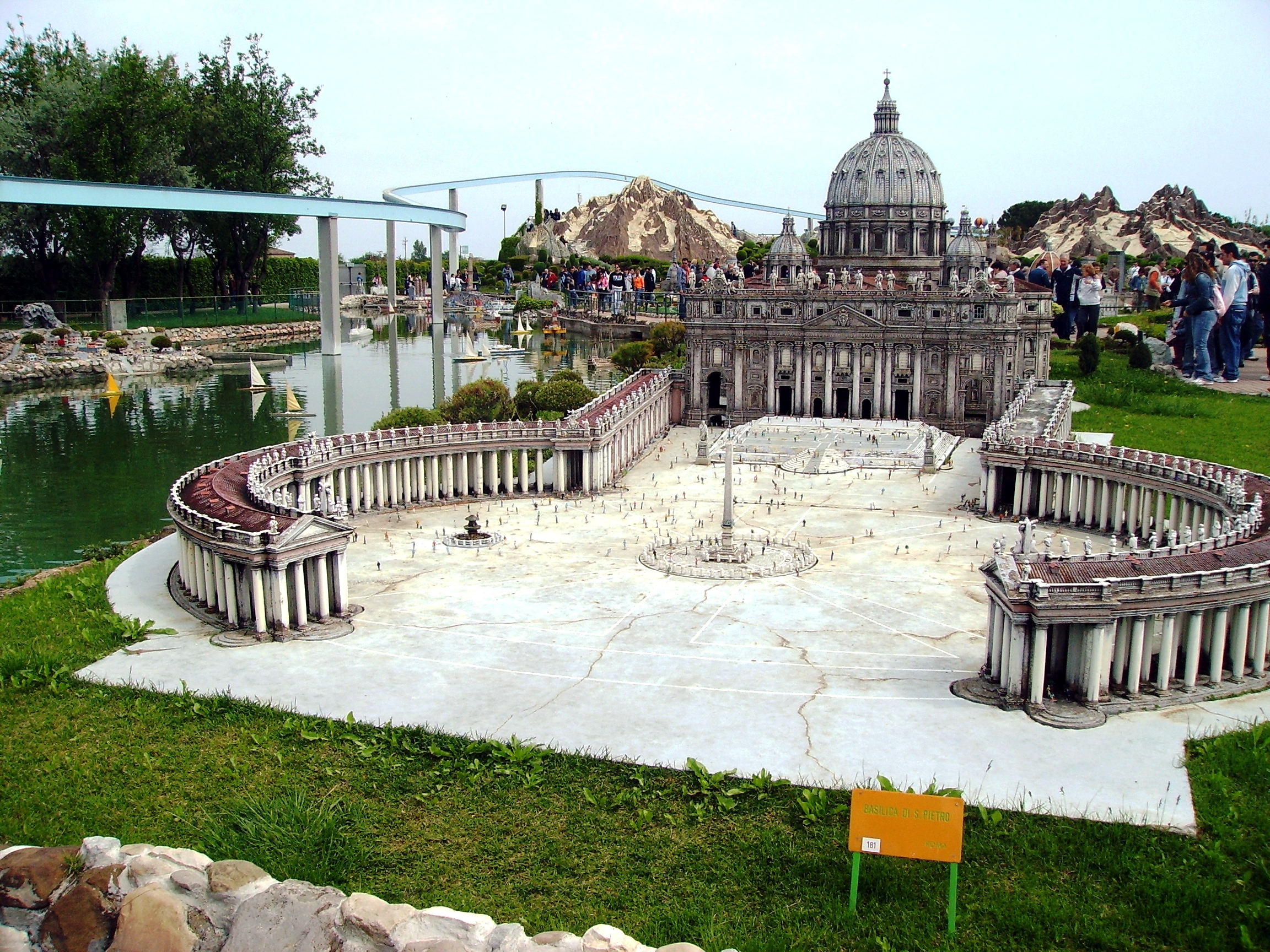
Piazza San Pietro a Roma
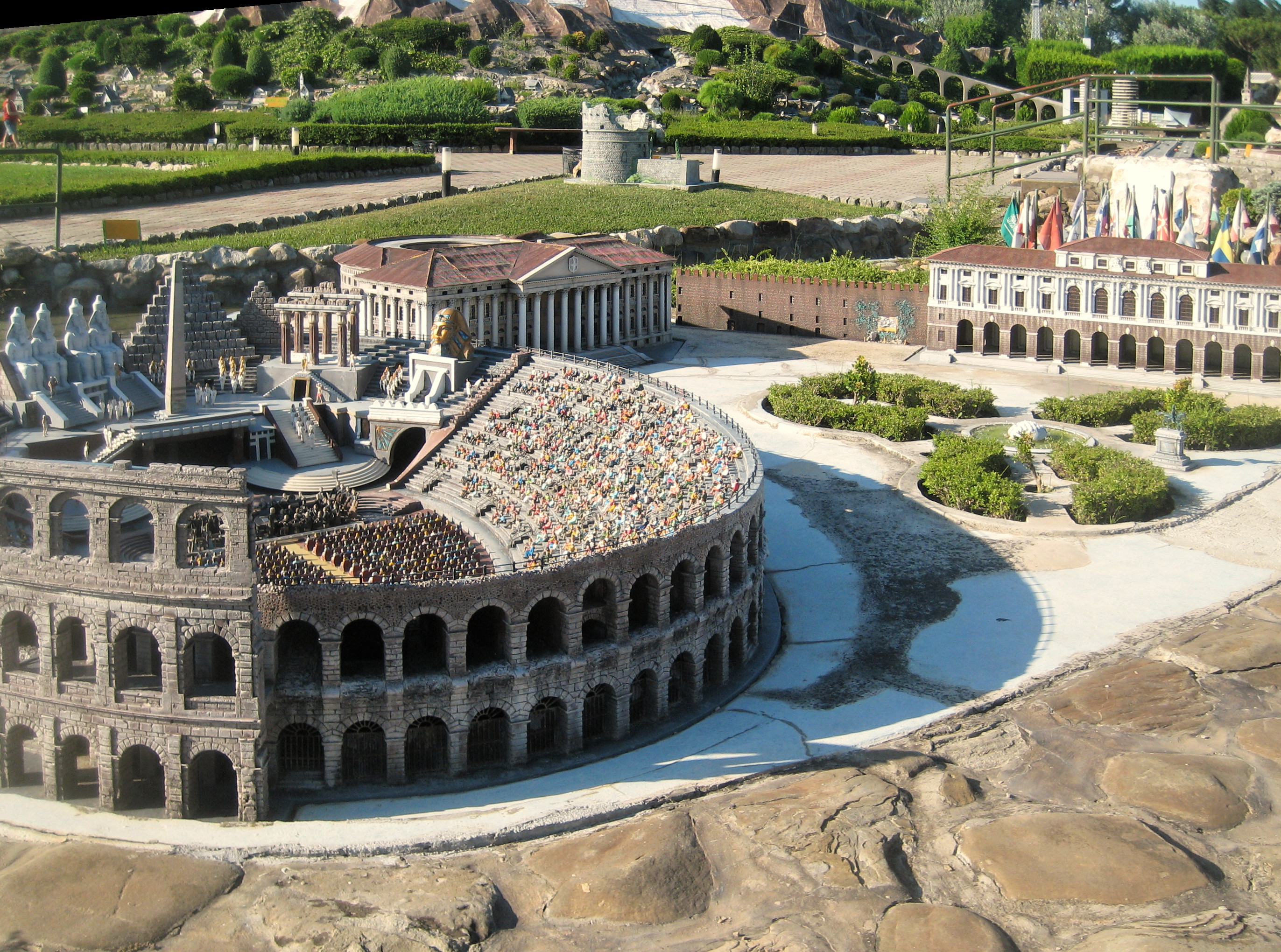
Arena di Verona
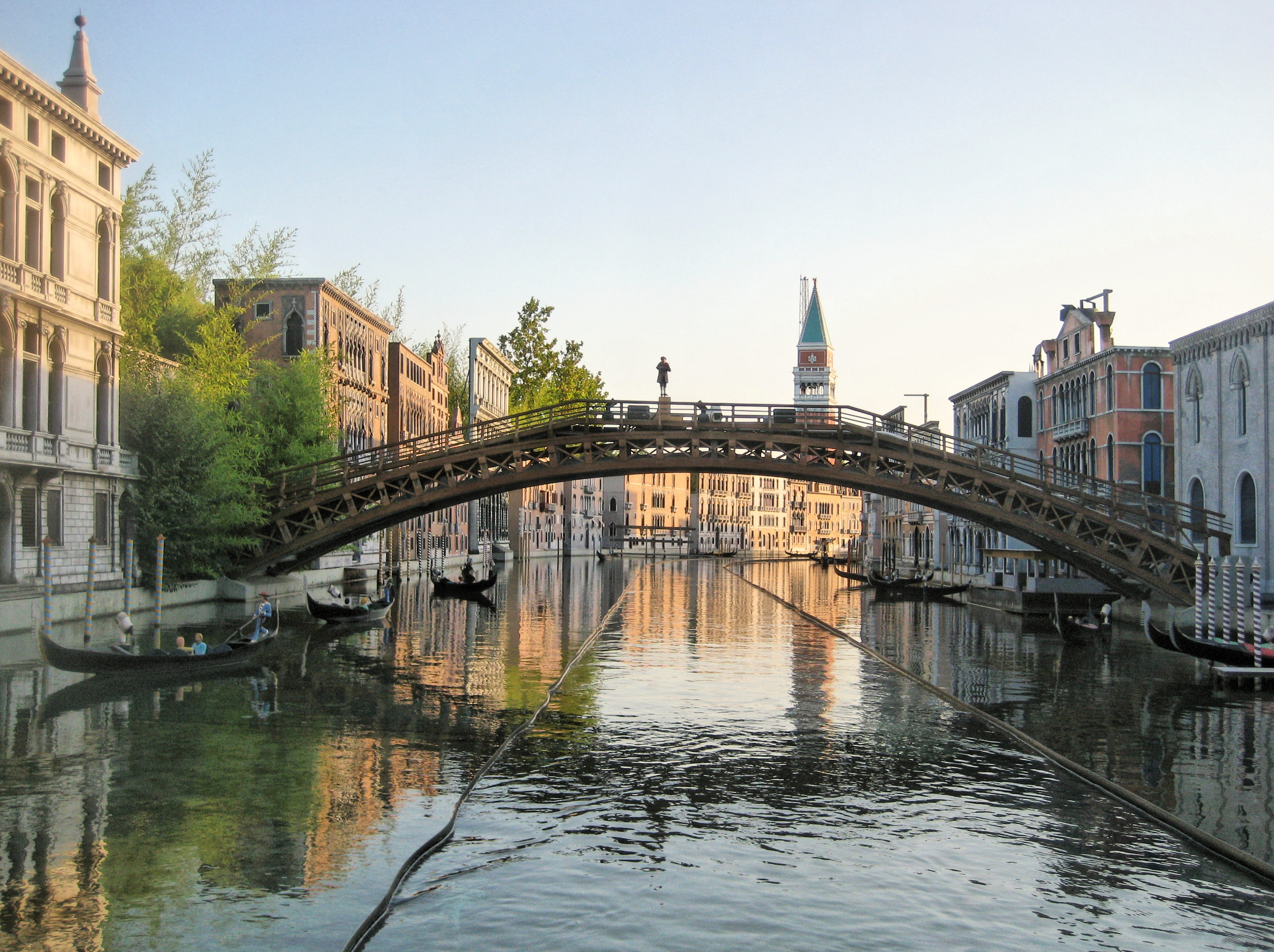
Venezia in scala 1:5
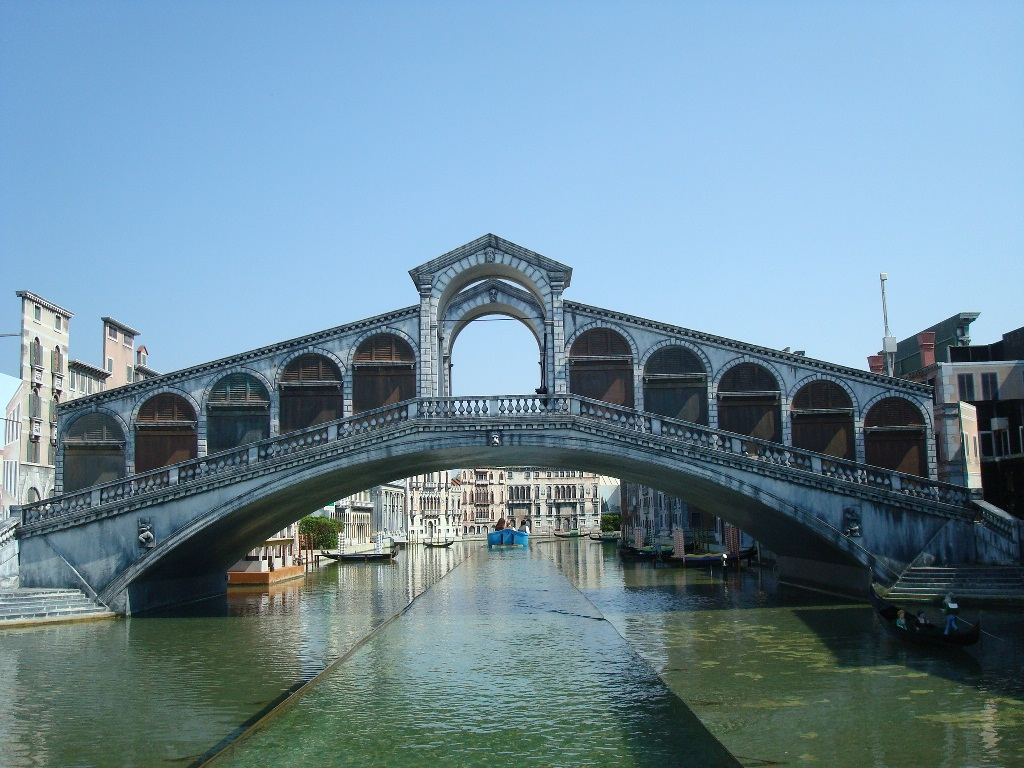
Ponte di Rialto
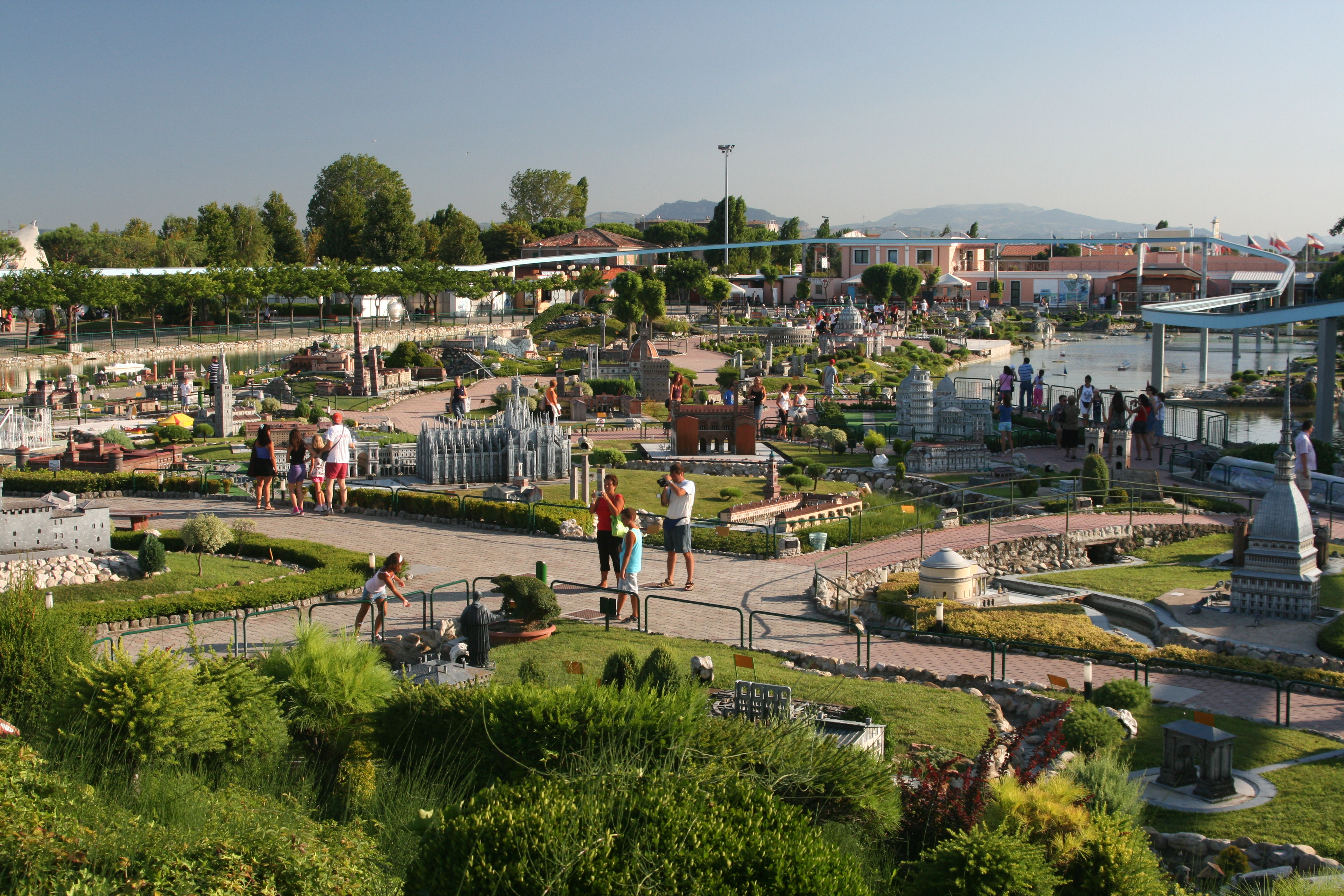
Vista sul parco dall'ingresso
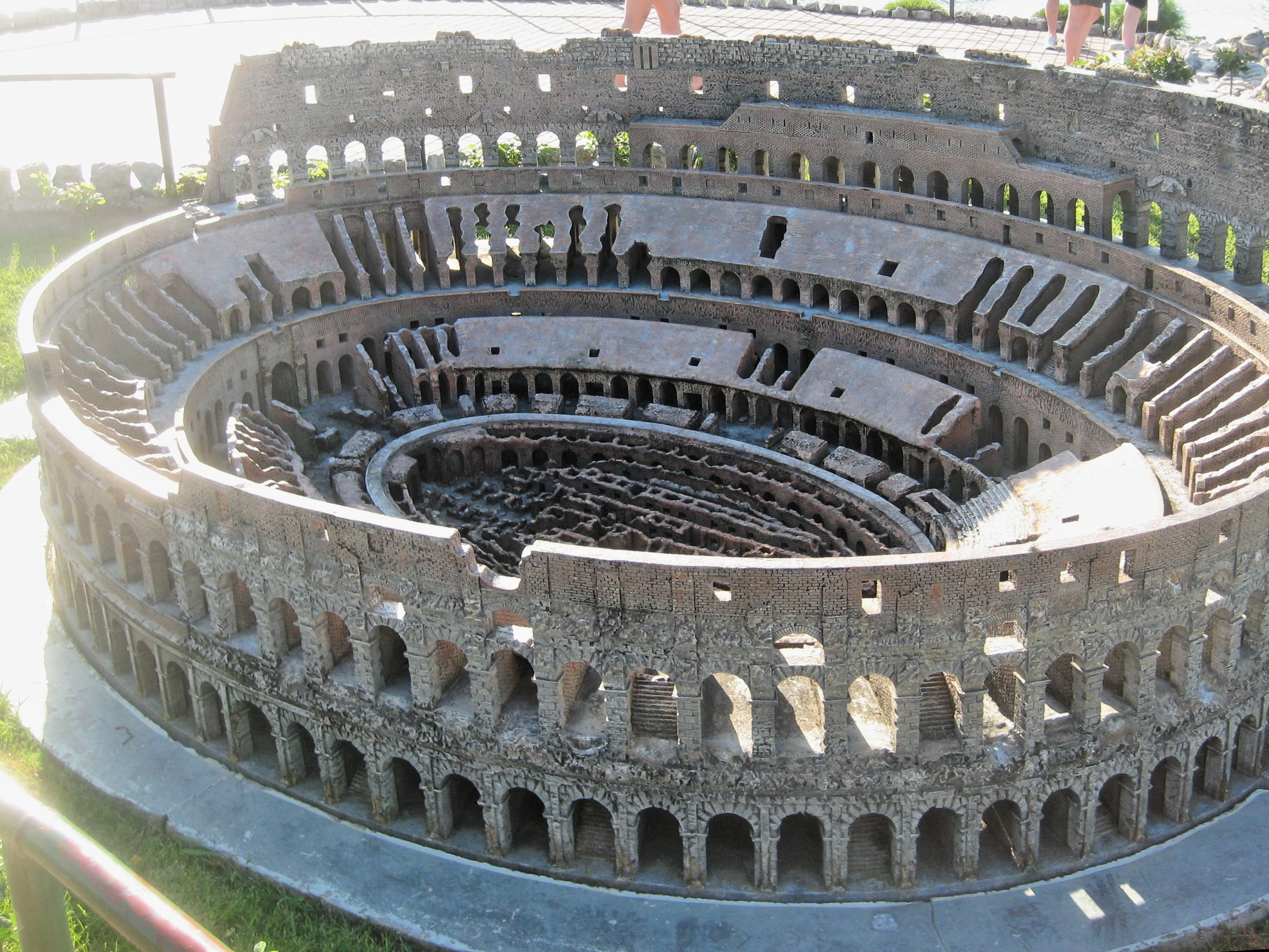
Colosseo
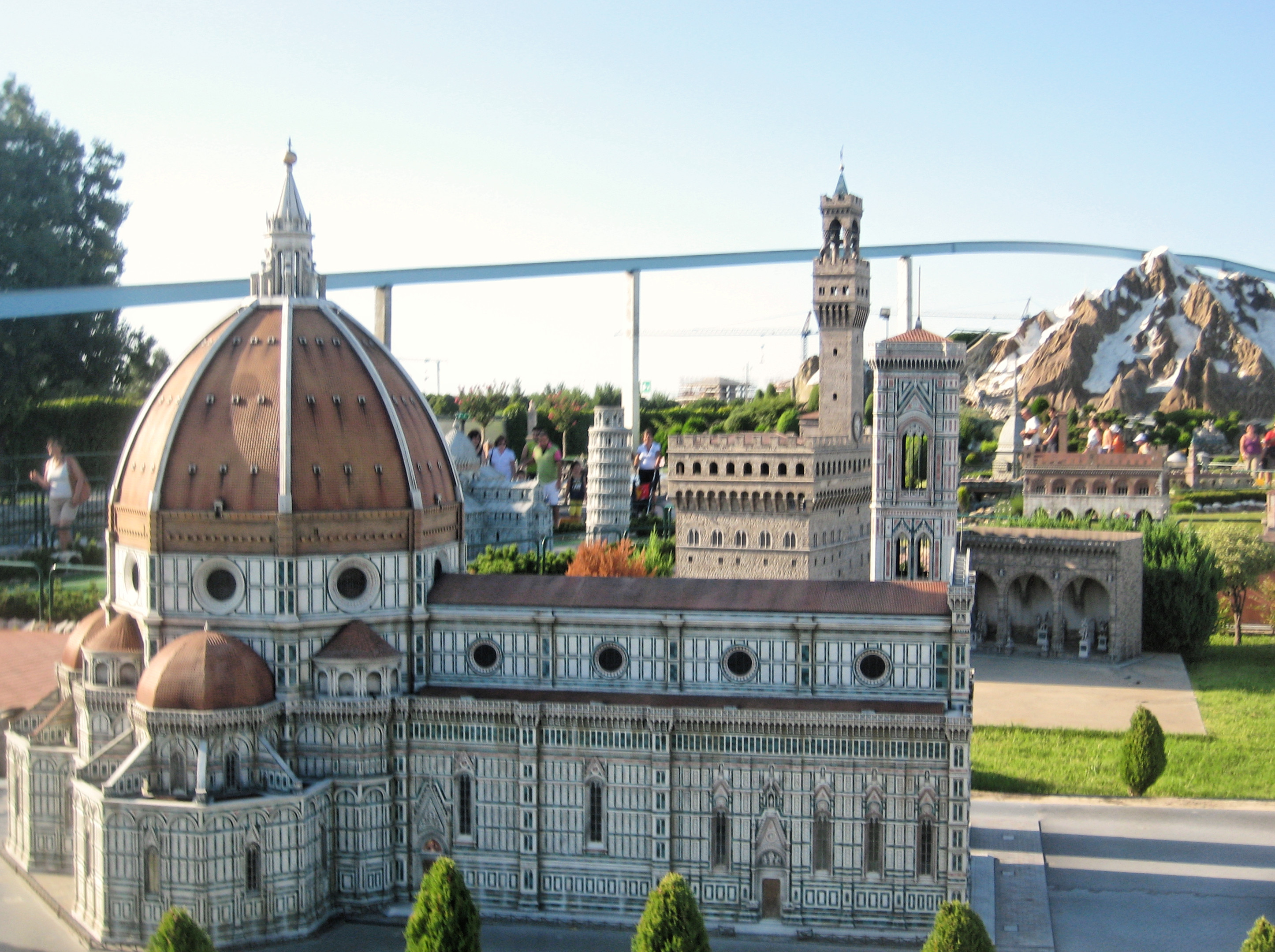
Duomo di Firenze
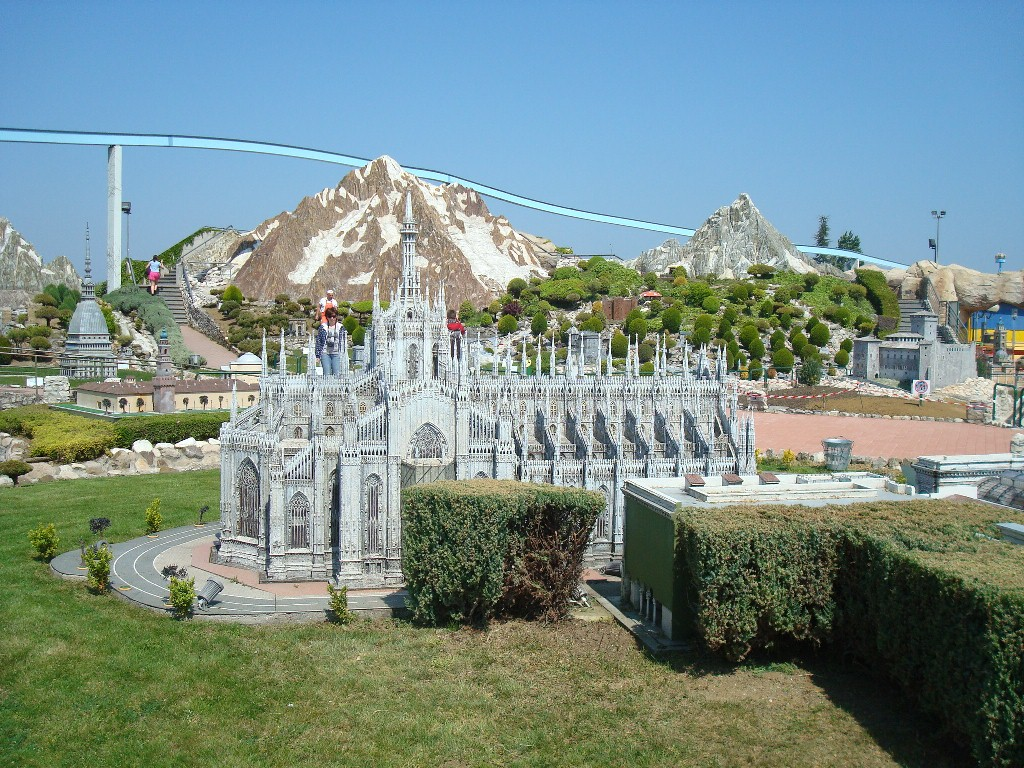
Il Duomo di Milano
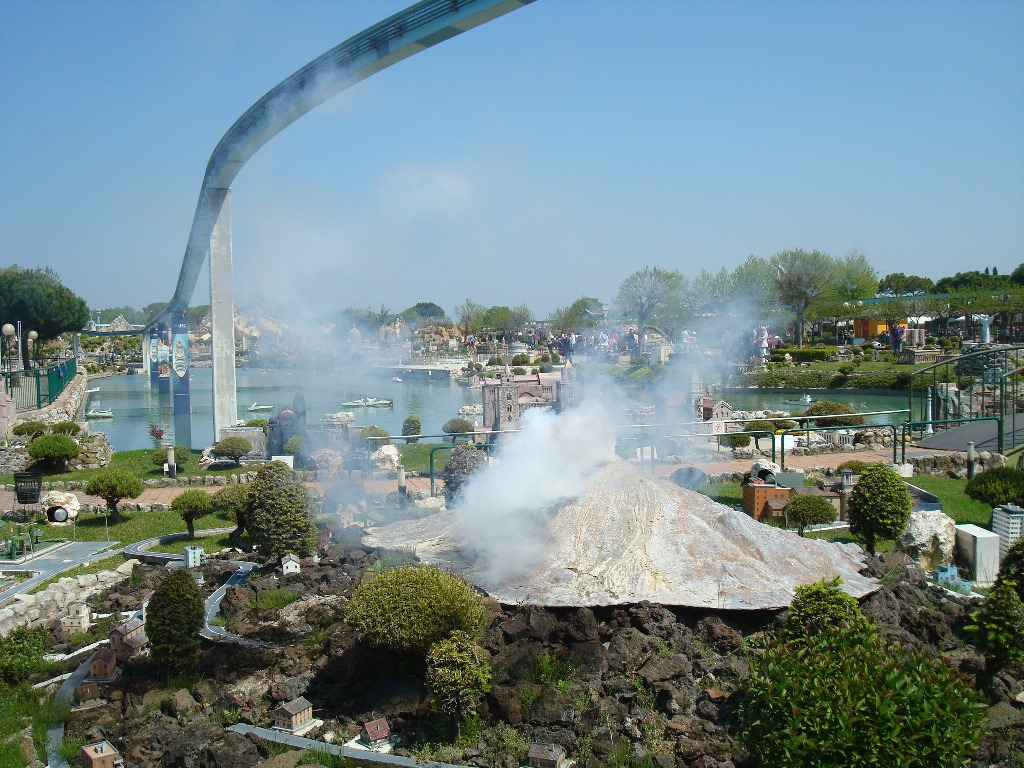
L'Etna
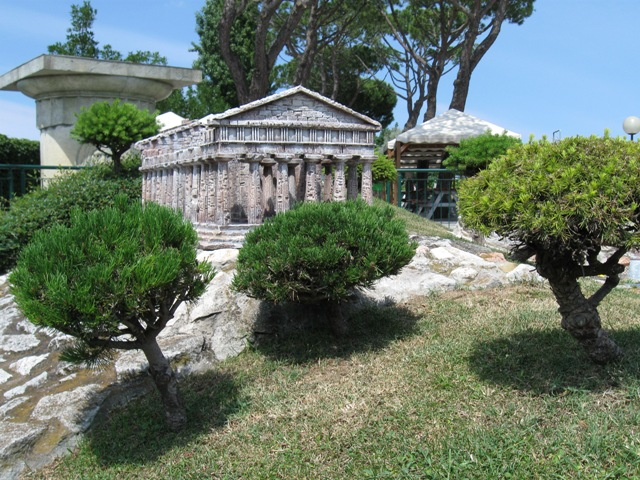
Valle dei Templi, Agrigento
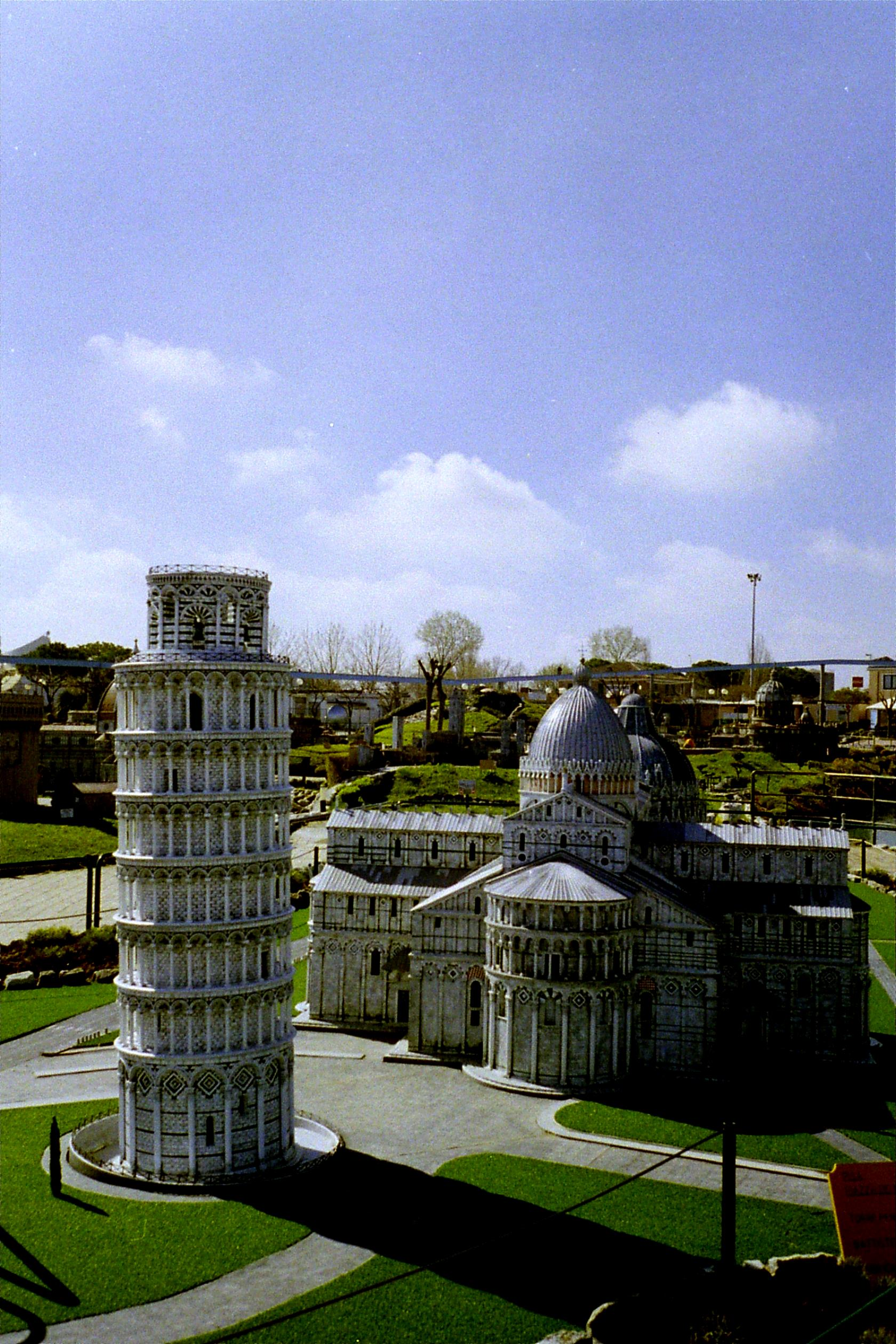
Duomo e Torre di Pisa
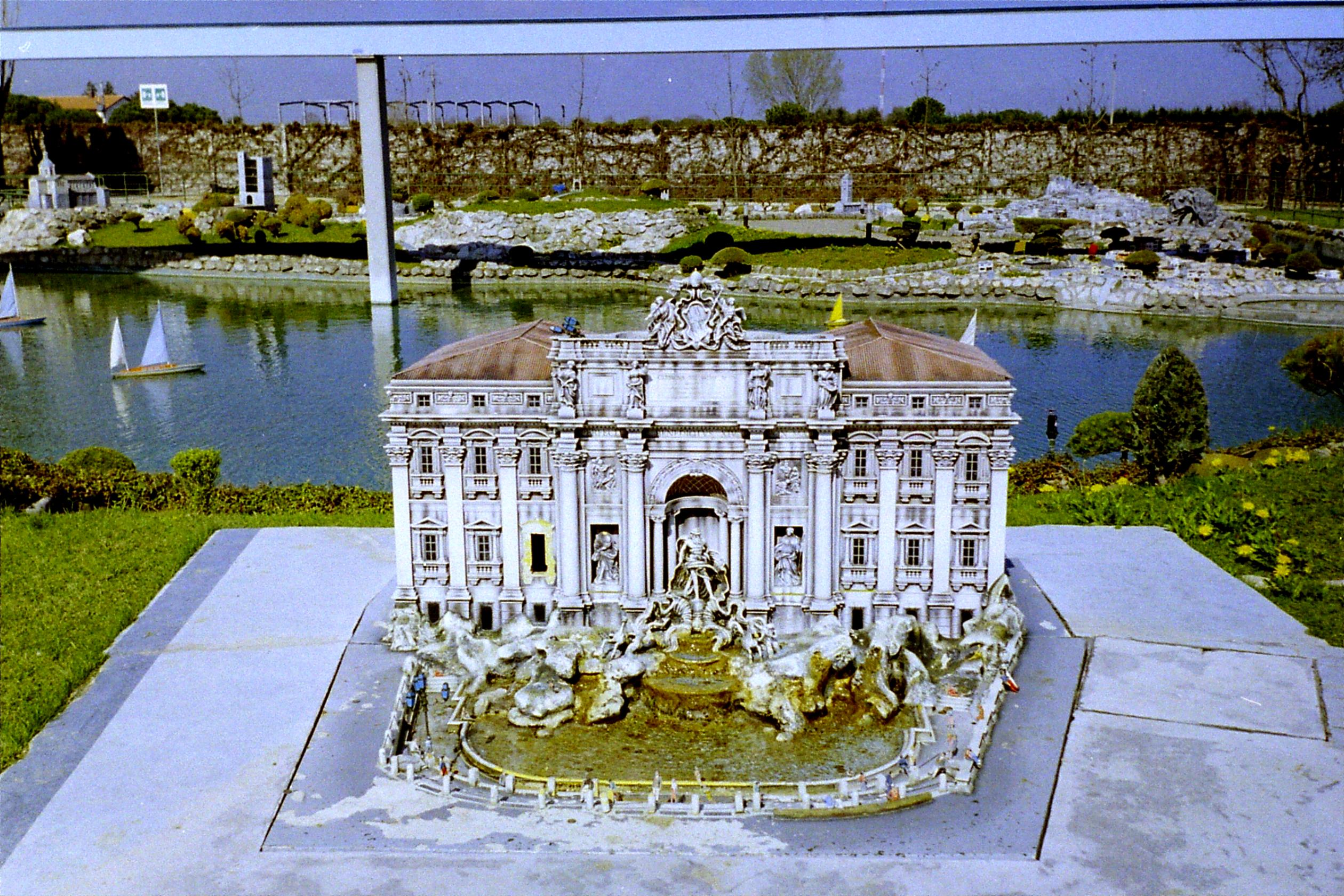
Fontana di Trevi a Roma
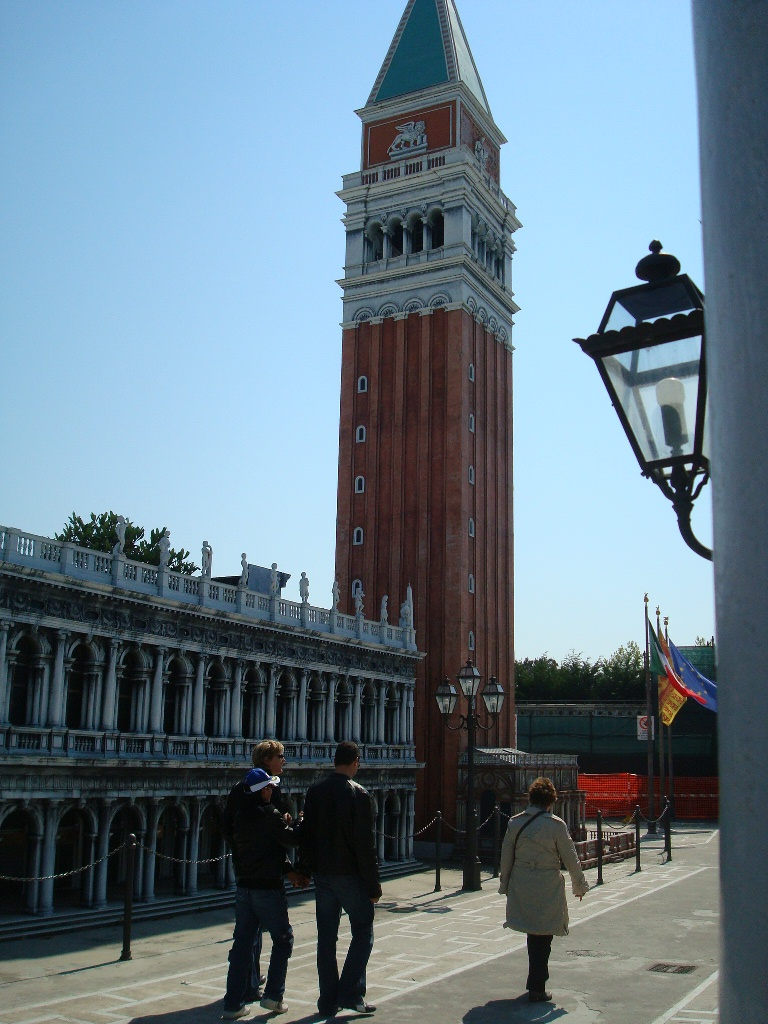
Campanile di San Marco a Venezia
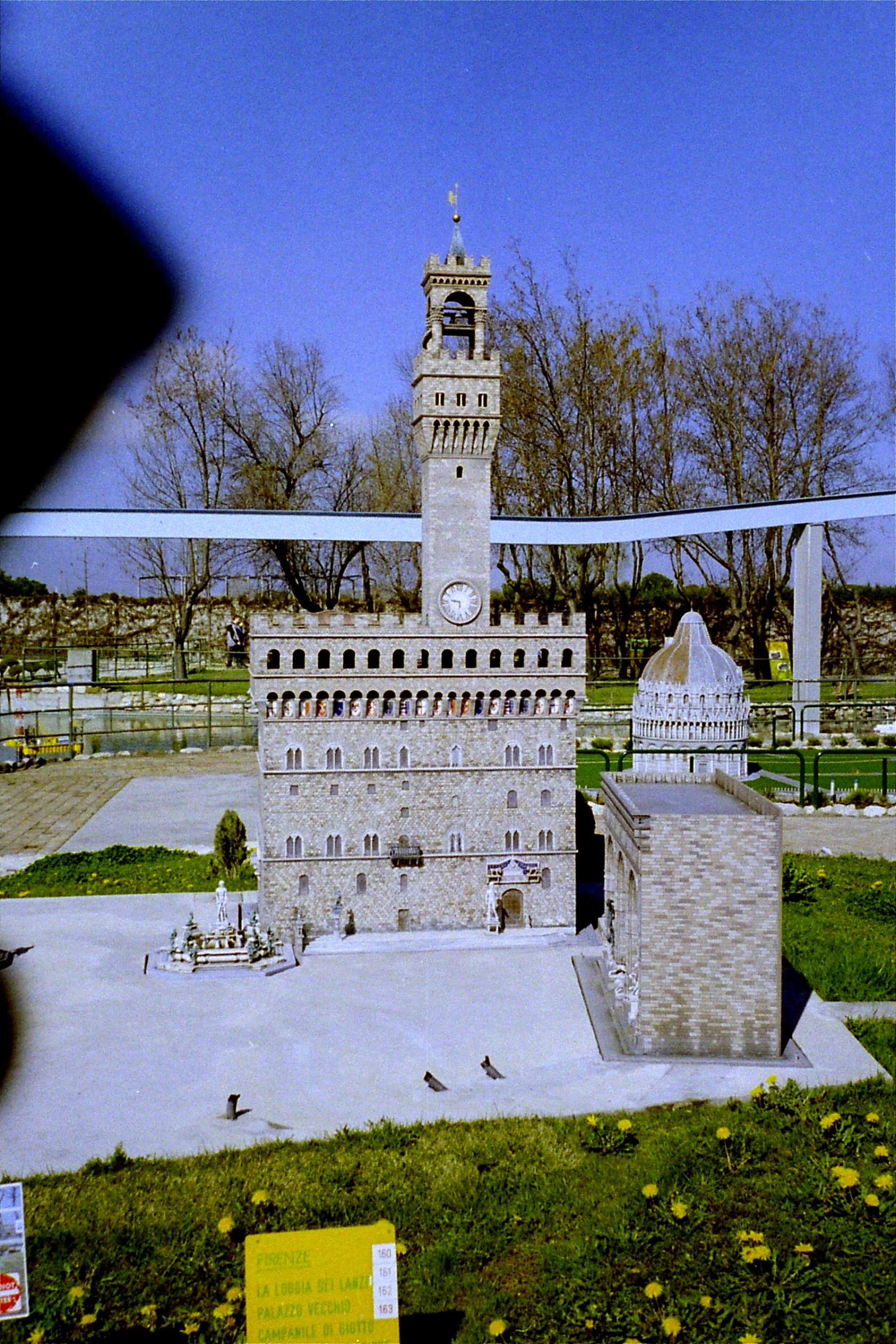
Palazzo Vecchio e Piazza della Signoria (Firenze)